# San Flavito
Flavito (VI secolo – 618 circa) è stato un religioso franco, che visse da eremita; è venerato come santo dalla Chiesa cattolica che ne celebra la memoria il 18 dicembre.
Il suo culto è diffuso particolarmente a Marcilly-le-Hayer e a Villemaur-sur-Vanne, dove è conosciuto anche con il nome di Saint-Flavy.

## Agiografia
Si narra che un uomo di nome Flavito, vissuto tra il VI e il VII secolo, fosse un prigioniero italiano venduto come schiavo in Francia a un franco di nome Montanio, nella città di Troyes.
Qui si occupò degli affari finanziari del padrone e venne insidiato dalla moglie di quest'ultimo, alla quale tuttavia Flavito resistette.
Dopo aver reso preziosi servigi al padrone venne liberato e si fece prete dopo aver ricevuto la tonsura.
Da quel momento visse da eremita.
Durante la sua vita Flavito avrebbe compiuto un miracolo: egli avrebbe resuscitato il figlio di Clotario II, re merovingio dei franchi, figlio di Chilperico I e di Fredegonda.
Morì attorno al 618. La sua venerazione cade il 18 dicembre.

## Culto
La Chiesa cattolica ne celebra la memoria il 18 dicembre.
Flavito è particolarmente venerato nella città di Marcilly-le-Hayer, centro del suo culto, dove sono presenti due grandi fontane, di cui una, la fontaine d'Abondance, che si dice sia sgorgata per mezzo di un miracolo del santo.
Vi è inoltre un villaggio dedicatogli, che si chiama appunto Saint-Flavy, e un'abbazia sita nelle vicinanze ospita alcune sue reliquie.